# Herminia glaucinalis
Herminia glaucinalis là một loài bướm đêm trong họ Noctuidae.